# Nachal Dalija
Nachal Dalija (hebrejsky: נחל דליה) je vádí v Izraeli, v pahorkatině Ramat Menaše jižně od Haify.
Začíná v nadmořské výšce přes 200 metrů poblíž vesnice Ejn ha-Šofet. Směřuje pak k západu mírně zahloubeným údolím. Z jihu míjí vesnici Dalija. Pak přijímá zprava vádí Nachal Šelef. Z jihu míjí vesnici Bat Šlomo, poblíž které do ní zprava ústí Nachal Tut, a vstupuje do pobřežní planiny mezi městy Furejdis a Zichron Ja'akov. Plní pak komplex umělých vodních nádrží u obce Ma'agan Micha'el a ústí do Středozemního moře. Plocha povodí dosahuje 95 kilometrů čtverečních.
Přes údolí Nachal Dalija byl počátkem 21. století postaven úsek dálnice číslo 6, dokončený v červnu 2009.